# Саріджалу (Урмія)
Саріджалу (перс. ساریجالو) — село в Ірані, входить до складу дехестану Баш-Калах у Центральному бахші шахрестану Урмія провінції Західний Азербайджан.